# Club General Caballero (San Felipe de Asunción)
El Club General Bernardino Caballero de San Felipe (también llamado Club General Caballero de Villeta), fue un equipo de fútbol de Paraguay, originario de la zona conocida como San Felipe dentro del barrio Ricardo Brugada de la ciudad de Asunción.
Fue fundado el 1 de mayo de 1947 y actuó de local en el estadio General Bernardino Caballero, que tenía una capacidad aproximada de 500 espectadores. Militó en la Primera División C, cuarta y última categoría del fútbol paraguayo.
En sus últimos años, se mudó a la ciudad de Villeta, pero debido a sus malos resultados deportivos, problemas económicos, disputas internas entre la dirigencia e inconvenientes con la APF, el club terminó extinguiéndose en el año 2022, vendiendo su predio de Asunción a una empresa inmobiliaria y su predio de Villeta al Club Sportivo Ameliano.

## Historia

### Primeros años (1947 - 1997)
El club fue fundado el 1 de mayo de 1947, año en el que el Paraguay sufría de una guerra civil, uno de los principales fundadores del club fue el señor Felipe Caballero Álvarez.
Como otros clubes del Paraguay, el nombre del mismo es en honor al general Bernardino Caballero, destacado militar y político paraguayo de finales del siglo XIX, que combatió en la Guerra de la Triple Alianza.
A solo cuatro años de su fundación obtuvo su primer título oficial de la Asociación Paraguaya de Fútbol, en el año 1951 consiguió el campeonato de la Segunda de Ascenso tercera y última categoría del fútbol paraguayo en ese entonces.
Desde entonces se fue posicionando como uno de los clubes más populares del barrio de la Chacarita de Asunción, junto con el Resistencia Sport Club y el Club Oriental, con quienes mantuvo una gran rivalidad por muchos años.

### Nueva era y campeón de la cuarta división (1997 - 2002)
En el año 1997 se creó la División Intermedia como la nueva segunda división para integrar más a los equipos del interior, por lo que la categoría donde se encontraba el General Caballero SF, la cual era la última, pasó de ser la tercera división a ser la cuarta división (llamada Segunda de Ascenso).
Tuvieron que pasar 51 años para que el club volviera a conquistar un título, en el año 2002 vuelve a ganar el campeonato de la Segunda de Ascenso (en ese entonces Cuarta División del fútbol paraguayo), ascendiendo así a la tercera división.

### Descenso de la tercera división y estancamiento en la cuarta división (2003 - 2009)
Pero solo jugó en la Tercera División en la temporada 2003, ya que volvió a descender. 
Desde el año 2004 compitió en la Primera División C (Cuarta División). Entre la temporada 2006 y el 2009 el club tuvo una racha negativa histórica, al no poder conseguir ni una sola victoria.

### Primera desprogramación (2010 - 2012)
En el año 2010 se implementó un reordenamiento de las diferentes divisiones por parte de la Asociación Paraguaya de Fútbol y se estableció la desprogramación por un año del club que termine en último puesto en la Cuarta División. El General Caballero SF fue el primer equipo en ser castigado con este reglamento en la temporada 2010, siendo desprogramado para la temporada 2011.
Tras su desprogramación en el 2010, debió volver para la temporada 2012 pero no pudo cumplir con todos los requisitos de la divisional por lo que el equipo principal tuvo que permanecer desprogramado por otro año.

### Segunda desprogramación (2013 - 2014)
En la temporada 2013 volvió a participar del campeonato, pero ejerciendo de local en su nueva cancha recién adquirida en la ciudad de Villeta, ya que el Estadio General Bernardino Caballero de Asunción fue vendido a una empresa inmobiliaria, porque no cumplía con los requisitos de seguridad de la divisional, debido a que se encontraba en una zona baja cercana al río Paraguay que sufre constantemente de inundaciones por las crecidas del río. Esta mudanza disgusto a muchos de los fanáticos fieles del club en el barrio, que veían como su equipo favorito se iba a otra ciudad, por lo que el club perdió mucha popularidad entre ellos.

Antiguo estadio del General Caballero SF en la Chacarita, Asunción (año 2013).

Desde entonces el equipo trató de darse a conocer en su nueva ciudad, cambiando su nombre a Club General Caballero de Villeta, aunque muchos todavía lo seguían llamando por su nombre original. Pese a todo el esfuerzo, el equipo volvió a terminar último en la tabla de posiciones y de promedios de esa temporada, por lo que volvió a ser castigado con la desprogramación para la temporada 2014.

### Tercera desprogramación (2015 - 2016)
Retornó para la temporada 2015 al campeonato de la última división. Ante la imposibilidad de jugar de local en su estadio usufructuó el Estadio Bernabé Pedrozo del Club Silvio Pettirossi, en la mayoría de sus juegos de local, así también usó el Estadio Rafael Giménez del Club 12 de Octubre SD en un par de ocasiones. 
Pese a terminar en la decimotercera posición de entre 15 equipos en la tabla de la primera fase del campeonato, volvió a quedar en la última posición en la tabla de promedios por lo que una vez más el club fue desprogramado para la temporada 2016.

### Inactividad e intentos fallidos de regreso (2017 - 2021)
Debió regresar en la temporada 2017  de la Primera División C, pero la divisional de la APF no aceptó su retorno y siguió desprogramado.
Por lo tanto, en 2018 el club decidió enfocarse en mejorar su estadio de Villeta, colocándole unas modestas gradas con capacidad para 1000 espectadores y la infraestructura mínima necesaria para conseguir la aprobación de la APF para participar en la temporada 2019 de la cuarta división, sin embargo no la consiguió y siguió desprogramado otra temporada más.
En 2019 para generar algo de recaudación, el club organizó frecuentemente ligas y torneos de fútbol amateur en su estadio.
En el 2020, debido a la pandemia de covid-19 se suspendieron todas las actividades futbolísticas, por lo que el club se quedó nuevamente inactivo y ya presentaba algunos serios problemas económicos.
En diciembre de 2020, hicieron un último esfuerzo trayendo al entrenador español Antoni Josep Pérez Eslava para que dirija al equipo y logre sacarlo a flote en la temporada 2021, pero sin embargo fueron rechazados nuevamente por la APF por no cumplir los requisitos mínimos para su ingreso a la cuarta división. Esto generó una gran desilusión para el club, generando tensiones y desacuerdos entre la dirigencia, sumados a los problemas económicos, ya que llevaban años sin poder regresar al fútbol profesional de manera estable. Todos estos sucesos desencadenaron finalmente en la extinción y desaparición del club al siguiente año.

### Extinción y desaparición del club (2022 - 2023)
Luego de muchas idas y vueltas y numerosas discusiones entre la dirigencia, el club decidió cerrar sus puertas para siempre en el año 2022, desmantelándose por completo y vendiendo su predio de Villeta al Club Sportivo Ameliano en noviembre de 2023, quien construyó allí el estadio La Fortaleza del Pikysyry, con capacidad para 7.000 espectadores, el cual fue inaugurado en 2025.
Mientras tanto su estadio original de Asunción fue vendido a una empresa inmobiliaria en 2013, pero se siguió usando por unos años más por los pobladores de la zona para recreación, sin embargo, por las constantes crecidas del río, desde el 2017 se encuentra en un completo estado de abandono, con vegetación crecida por todas partes.

### Homenajes (2024)
En el 2024 el Club Sportivo Ameliano inauguró su tercer uniforme, el cual es de un llamativo color rojo en homenaje al Club General Caballero de San Felipe, quien le vendió su predio de Villeta para la construcción de su nuevo estadio y también por toda la trayectoria e historia entre ambos clubes que fueron rivales en numerosas ocasiones en la cuarta división. También como homenaje a todos los clubes pequeños de la última categoría asociados a la APF que luchan día a día para salir adelante a pesar de las adversidades.

## Estadio
El club tenía su estadio en la zona conocida como San Felipe del barrio Ricardo Brugada que llevaba la denominación General Bernardino Caballero y tenía una capacidad aproximada de 500 espectadores. Dicho estadio no poseía una muy buena infraestructura y además se encontraba en una zona inundable, por ello en el año 2013 por razones de seguridad jugó de local en su cancha de la ciudad de Villeta y en el año 2015 jugó de local en el Estadio Bernabé Pedrozo del Club Silvio Pettirossi con capacidad para 4.000 personas.

Graderías del antiguo estadio del General Caballero SF en la Chacarita, Asunción (año 2013).

En 2018 reformó modestamente su estadio de Villeta que contaba con una capacidad para 1.000 personas (con el objetivo de ampliarlo más adelante a 5.000 espectadores), sin embargo nunca pudo jugar de local en él, ya que no fue aceptado por la APF para reincorporarse en la cuarta división, por no cumplir los requisitos mínimos exigidos.

Segundo estadio del club en la ciudad de Villeta (año 2020).

En la actualidad el club ya no existe, por lo que ya no cuenta con ningún estadio ni cancha propia, ya que fue completamente desmantelado, vendiendo todas sus propiedades, debido a problemas económicos.

## Datos del club
- Temporadas desprogramado: 10 (2011, 2014, 2016, 2017, 2018, 2019, 2020 2021, 2022 y 2023)

## Palmarés
- Tercera División (1): 1951.
- Cuarta División (1): 2002.